# Juncus salsuginosus
Juncus salsuginosus là một loài thực vật có hoa trong họ Juncaceae. Loài này được Turcz. ex C.A.Mey. mô tả khoa học đầu tiên năm 1853.